# Francesco di Gentile
Francesco di Gentile da Fabriano was een Italiaans kunstschilder, werkzaam in de Marken (Fabriano) tussen 1460 en 1500. 

## Werk
Over zijn leven is vrijwel niets uit documentatie bekend, de enige informatie de we hebben is afgeleid uit zijn overgebleven gesigneerde werken. Er is wel beweerd dat hij een zoon of leerling is geweest van Gentile da Fabriano (1370-1427), maar hier is geen grond voor te vinden. Hij is voornamelijk door kunstenaars uit Padua beïnvloed, maar schilderde in tegenstelling tot de Paduaanse schilders zachtere gezichten en minder scherpe gelaatstrekken. Wel zijn ze heel karakteristiek en sprekend. Francesco di Gentile had in zijn kunstwerken veel aandacht voor details. Op zijn gesigneerde werken zijn veel plantaardige motieven terug te vinden, zoals bloemen en fruit. Zijn draperieën zijn gedetailleerd uitgewerkt en de stofuitdrukking is van hoge kwaliteit. Hij besteedde veel aandacht aan het haar. Zijn gezichten worden gekenmerkt door diepliggende, amandelvormige ogen en strak vormgegeven neuzen.

## Oeuvre
Het oeuvre van Francesco di Gentile is meerdere malen gereconstrueerd. Inmiddels zijn veel ongesigneerde werken die in eerste instantie aan hem waren toegeschreven op naam gezet van Luca di Paolo uit Matelica. Van Francesco di Gentile is een aantal gesigneerde werken bekend:
1. Madonna met de vlinder (gesigneerd: FRANCISCVS GENTILIS), Vaticaanse Pinacotheek, Rome.
2. Man van Smarten (gesigneerd op de achterkant: ?), Dumbarton Oaks, Washington.
3. Man van Smarten (gesigneerd: FRANCISCVS GENTILIS DE FABRIANO), privé bezit, voorheen in de collectie Mond.
4. Portret van een jongen (gesigneerd: FRANCISCVS GENTILIS DE FABRIANO PINSIT), voorheen in de collectie Pesenti, Bergamo.

Daarnaast is een aantal niet gesigneerde werken aan hem toegeschreven:
1. Volto Santo van Lucca, Collectie Rothermere, Londen.
2. Heilige Gherardo, Santa Maria ‘Abbatissis’, Serra de' Conti.
3. Heilige Bernardinus van Siena, Kröller-Müller Museum, Otterlo.